# Literatura en buriato
Por literatura buriata se conoce a la literatura hecha en buriato, lengua mongola que se habla en Buriatia, una república autónoma de Rusia.
Las muestras literarias más antiguas son las grandes épicas orales, como las magtals (odas panegíricas), versos, canciones y poemas, leyendas, tradiciones, y los uligers (trabajos épicos), mitos y cuentos. La gran obra épica buriata es el Gesar, que contiene unos 20.000 versos, recogidos en siglos posteriores por M. Khangalov, Ts. Zhamtsaranov y S. P. Baldaev. También es importante la epopeya de Alamji-Mergen.
Durante el siglo XIX apareció el llamado Drama de Ulus, influido por la literatura rusa, propagado por estudiantes buriatos de Irkutsk como D. A. Abashejev, S. P. Baldaev, I. V. Barlukov e I. G. Saltykopv, considerados los pioneros de la literatura buriata, con M. Khangalov y T. Zhamtzaranov, los compiladores del Geser. También en 1868 se recopilaron las leyendas y crónicas buriatas, como la del popular héroe Mu-monto, del siglo XVIII.
Con la Revolución soviética apareció una nueva generación de autores buriatos, como el lingüista Gombozhab Tsybikov (1873-1930), el narrador Khotsa Namsarajev (1889-1959), con el poema La confesión del viejo Hielen (1926) y las novelas Tsyrempil (1935), Al amanecer (1950) y El azote de Taixa (1945), el continuador Solbone Tuia (P.N. Dambinov, 1882-1937); Ts. Don (Ts. D. Dondubon, 1905-1938); y N. G. Baldanov (1907-?) con el primer drama nacional La rotura (1932).
El 1957 V. I. Zatejev escribió La formación de la nación socialista Buriato-mongola. Destacaron nuevos autores como D. Dashinimaev (1904-1937), B. Bazaron (1907-1966), Bavasan Abideev (1909-1939) con Shalai y Shanai (1939), Ts. Galsanov (1907), Ts. Donkova (1911), D. Zhalsaraev (1925), N. Damdinov (1932) y D. Ulzytuev (1936); Ts. Shagzhin (1918); A. I. Xadijev (1899-?) y G. Ts. Tsydynzhapov (1905). Posteriormente destacaron Chimit-Dorzhi Tsyndendambajev (1918) con Dorzhi hijo de Banzar (1953), Zhelmai Khabarhaa ekhildeg (El año empieza en primavera, 1960) y Lejos de las estepas nativas (1959); Zh. Tumunov (1916-1955); B. Mungonov (1922); D. Batozhabai (1921); Zh. Baldanzhabon (1909-1967), I. Kalashnikov (1931); A. Balbunov (1919) y M. Stepanov (1914).
- Datos: Q4100065